# Kehmstedt
Kehmstedt é um município da Alemanha localizado no distrito de Nordhausen, estado da Turíngia.
A Erfüllende Gemeinde (português: municipalidade representante ou executante) do município de Kehmstedt é a cidade de Bleicherode.